# Dzisna (przystanek kolejowy)
Dzisna – zlikwidowany przystanek gryfickiej kolei wąskotorowej w Dzisnej, w województwie zachodniopomorskim, w Polsce.